# Petrophora impuncta
Petrophora impuncta är en fjärilsart som beskrevs av Barend J. Lempke 1970. Petrophora impuncta ingår i släktet Petrophora och familjen mätare. Inga underarter finns listade i Catalogue of Life.